# Xã Vance, Quận Vermilion, Illinois
Xã Vance (tiếng Anh: Vance Township) là một xã thuộc quận Vermilion, tiểu bang Illinois, Hoa Kỳ. Năm 2010, dân số của xã này là 1.057 người.